# Drujineni, Fălești
Drujineni este un sat situat în vestul Republicii Moldova, în raionul Fălești. Aparține administrativ de comuna Pruteni. La recensământul din 2004 avea o populație de 219 locuitori.

## Biserica „Toți Sfinții” din Drujineni

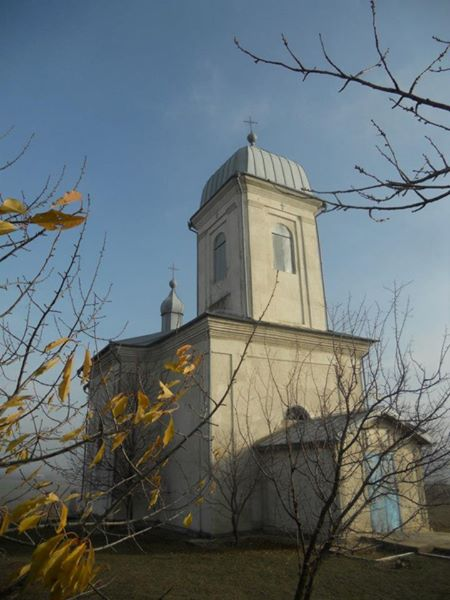
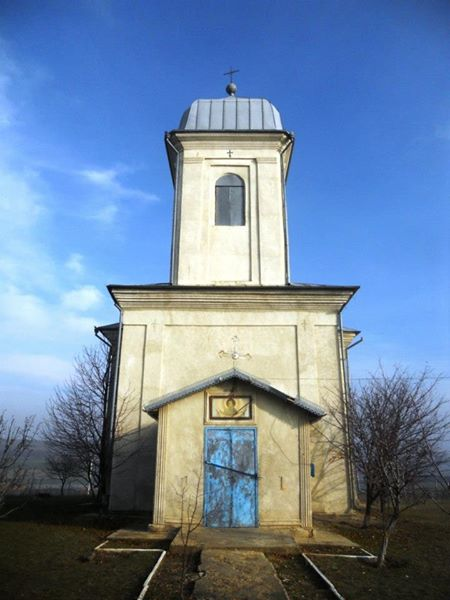
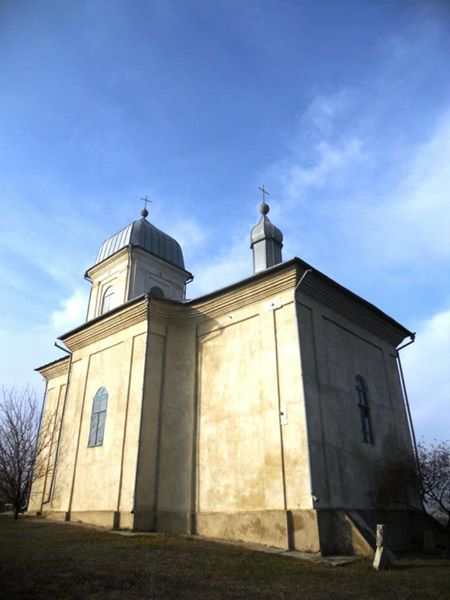
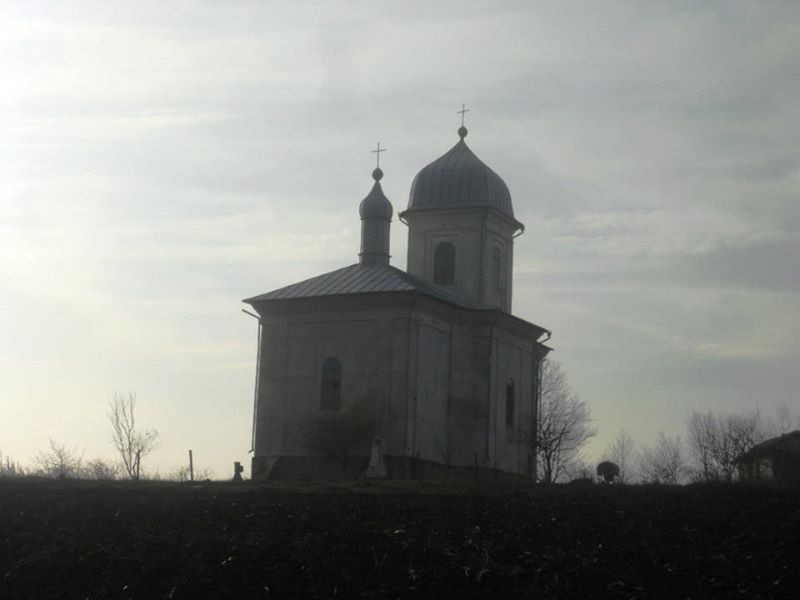
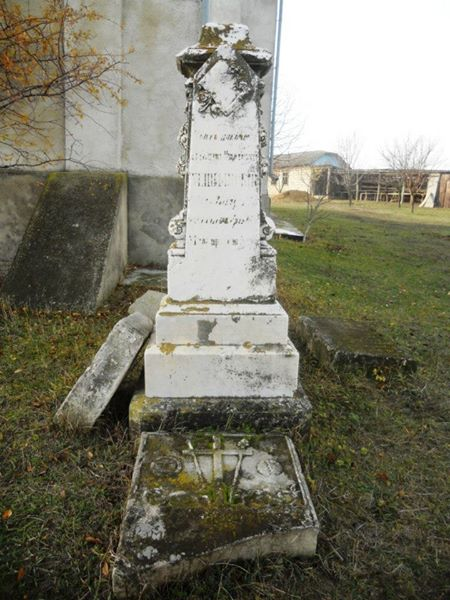
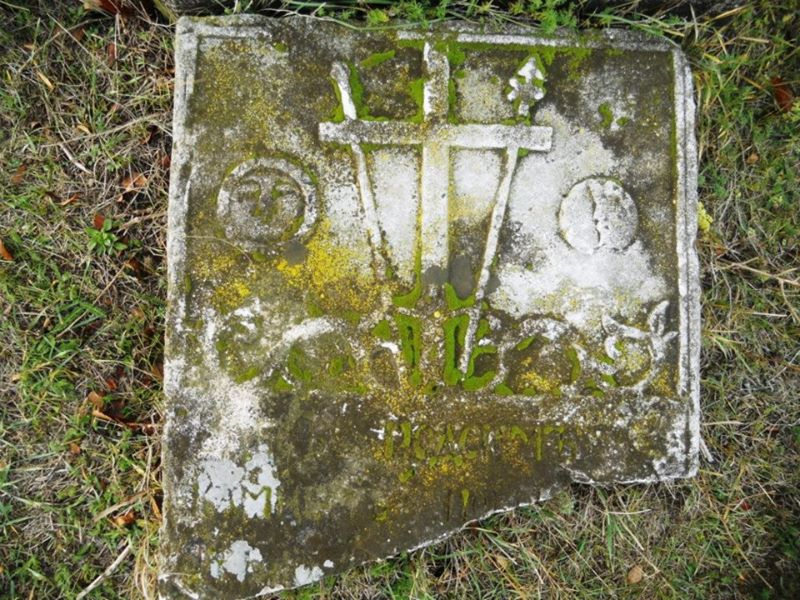